# Charles Fissiaux
Charles Fissiaux (Ais de Provença, 1806 - Marsella, 1867) va ser un sacerdot catòlic i abat francès.
Va estudiar a l'escola dels jesuïtes d'Aix i després va entrar al seminari. De seguida començà a participar en la formació de la joventut a través d'una obra fundada per l'abat Allemand el 1801 a Marsella. Ordenat sacerdot el 1831, va ser nomenat vicari de dues parròquies de Marsella, i el 1839 seria nomenat canonge honorari de Marsella i d'Alguer.
Des el 1835 va consagrar la seva vida a la protecció dels nens abandonats i vagabunds. A partir d'aquest any va dimitir de les seves funcions vicarials per ocupar-se plenament a la seva nova consagració. En un moment d'una forta epidèmia de còlera, el 1935, li és confiada la direcció de l'Obra de les Dames de la Providència per les joves filles pobres o Obra de les orfes del còlera. L'orfenat, impulsat per Charles Fortuné de Mazenod, es va instal·lar en 13.000 metres quadrats del mont de Saint Charles. Amb el que pagaven famílies riques es cuidava a les noies pobres. Les nenes estaven a l'orfenat entre els 12 i els 18 anys. El 1848 tenia 180 places. Uns mesos després, amb un préstec estatal, comprà dos propietats properes per fer un establiment per 200 nois. Dos anys més tard, ampliaria a 70 places més.
Va crear una congregació de persones que es comprometien a educar la seva vida en ajudar els joves a formar-se. Ell mateix fixà les regles, que el Papa va aprovar en uns estatuts del 1853. Per facilitar l'entrada de més persones a la congregació, fa demanar l'exempció del servei militar pels qui s'ocupaven d'ajudar els joves presos. Per formar-ne part rebien una instrucció i formació moral amb un noviciat a Marsella.
El 1840 va emprendre diversos viatges a establiments similars per veure com gestionar millor els espais. Després de la llei del 1850 sobre el patronatge dels joves detinguts, inicia la creació d'espais per atendre els joves. El 1853 obre una colònia agrícola a Beaurecueil, amb espai per entre 300 i 400 nois. L'any següent va adquirir un altre espai per atendre 60 joves més, de menys de deu anys, i separar-los dels més grans per evitar males influències.
Vint anys més tard, el 1860, les colònies agrícoles van donar pas als orfenats. El 180 en va fundar un a Ligny, a la Meuse, i l'any següent a Saint Honorat, per 40 infants. Després del tancament de Saint-Pierre i de Beaurecueil, els joves van passar a dos orfenats, un d'agrícola i un d'industrial. El seu exemple va inspirar obres similars a Aix, Avinyó, Nimes, Montpellier, Turí (1845) i Barcelona (1884).
Finalment, també va iniciar un projecte per formar als joves burgesos pensant en el futur dels orfenats, i per aquesta finalitat el 1854 va fundar un pensionat a Marsella, al carrer Saint Savournin. Per dirigir els orfenats i reeducar als detinguts, va crear la Congregació de Sant Pere ad Víncula.
Entre d'altres va publicar Le pénitencier agricole et industrial de Marseille el 1834.